# عبد السلام الجوفي
عبد السلام محمد حزام الجوفي (28 يونيو 1963 - ) سياسي وأكاديمي ولد في اليمن تحديدا في محافظة إب مديرية النادرة في قرية المقالح التابعة لعزلة مقنع مخلاف الشعر . شغل منصب وزير التربية والتعليم اليمني من مايو 2003م وحتى ديسمبر2011. 

## المؤهلات العلمية والأكاديمية
- بكالوريوس تربية (أحياء ـ كيمياء) جامعة صنعاء ـ يونيو 1985م.
- معادلة بكالوريوس علوم (أحياء ـ كيمياء) جامعة صنعاء ـ يونيو 1988م
- معادلة ماجستير بريطانيا ـ ديسمبر 1990م
- دكتوراه (كيمياء – حياتيه) بريطانيا ـ فبراير 1993م.
- أستاذ مساعد جامعة صنعاء مايو 1993.
- أستاذ مشارك جامعة صنعاء ـ يونيو 1997م.
- أستاذ (مالياً) جامعة صنعاء ـ ديسمبر 1997م-2010.

## الخبرات العملية
- مدرس ثانوية الثورة ـ السدة ـ إب 1985 ـ 1986م.
- معيد بجامعة صنعاء 1986 ـ1989م.
- مدرس جامعة صنعاء (موفد) 1990 ـ 1992م.
- أستاذ مساعد/ أستاذ جامعة صنعاء 1993 ـ 2003م
- رئيس قسم الامتحانات كلية التربية جامعة صنعاء 1993 ـ 1994م.
- رئيس قسم التربية العملية كلية التربية جامعة صنعاء 1994م.
- عميد كلية التربية إب -جامعة صنعاء 1995-1996.
-امين عام جامعة إب 1996-1997.
- نائب رئيس جامعة إب 1997 ـ 2002م.
- نائب رئيس جامعة صنعاء لشئون الطلاب فبراير 2002ـ 2003م.
- وزير التربية والتعليم مايو 2003م-ديسمبر2011م.
مستشار مكتب التربية العربي لدول الخليج 2012-

## الأنشطة العلمية والثقافية
- ثلاثة عشر بحث منشورة بمجلات علمية عالمية.
- ثلاثة كتب   منشوره
- شارك بفعالية واسهم في تنظيم العديد من المؤتمرات العلمية والتربوية الإقليمية والعالمية.
- أشرف وناقش عدد من رسائل الماجستير، ومحكم لأكثر من مجلة علمية.
- ساهم وبفعالية في إنشاء جامعة إب.
- ساهم بالإعداد لعشرات المؤتمرات والندوات المحلية والإقليمية والدولية .
-حضر العديد من الموتمر ان والندوات والبرامج التدريبيه على المستوى الإقليمي والعالمي .
- له حضور في الصحافة من خلال نشره للعشرات من المقالات التي تتناول قضايا التعليم العالي وقضايا المجتمع

## عضوية اللجان المهنية الإقليمية والعالمية
- عضو لجنة تسيير برنامج الشراكة العالمية للتعليم عضو منتدب عن شرق أوروبا   واسيا الوسطى والشرق الأوسط 2010-2011.
- رئيس المؤتمر العام للمنظمة العربية للتربية والثقافة والعلوم (الكسو) في دورته 17 للأعوام 2004-2006.
- رئيس لجنة الترشيحات للدورة 34 اليونسكو.
- ترأس بعض جلسات المؤتمر العام لليونسكو باعتباره نائب رئيس المؤتمر العام للدورات 33'34'35'36..
- رئيس المؤتمر الدولي للتربية وقد ترأس اجتماعاً للأمانة العامة لمكتب التربية الدولي 2008.
- رئيس المؤتمر الثامن والأربعين للتربية في جنيف (25-28) نوفمبر 2008م.
- مستشار مكتب التربية العربي لدول الخليج 2012-
-  عضو لجنة التسيير للبرنامج العربي لتجويد التعليم   _ المنظمة العربية للتربية والثقافة والعلوم 2013 –
-  عضو الهيئة الاستشارية للمركز الإقليمي للجودة والتميز 2015- .
-  عضو الهيئة التوجيهية العليا للتعليم 2030 التابعة لليونسكو (ممثلا عن مكتب التربية العربي لدول الخليج) 2016-
- عضو الهئه الاستشاريه للمركز الإقليمي لجودة التعليم (تابع للليونسكو) 2015- .
_ عضو اللجنة التحضيريه ولجنة البيان الختامي للموتمر العالمي للتعليم 2018 بروكسل .
- عضو الهيئة الاستشارية لتقرير الرصد العالمي للتعليم - ممثلًا عن مكتب التربية العربي لدول الخليج. 2021-
- عضو اللجنة العلمية لهيئة تقويم التعليم والتدريب. 2019-